# Les Conservateurs (parti luxembourgeois)
Pour les articles homonymes, voir Les Conservateurs (parti letton).
Les Conservateurs (en luxembourgeois : déi Konservativ) est un parti politique luxembourgeois conservateur, fondé en 2017 par Joe Thein (lb) après son exclusion, du Parti réformiste d'alternative démocratique (ADR).

## Histoire
Le parti, dont les statuts ont été déposés le 21 mars 2017, est fondé par Joe Thein (lb) peu de temps après son exclusion du Parti réformiste d'alternative démocratique (ADR) pour plusieurs dérapages, en particulier celui dans lequel il a aimé un commentaire Facebook d'un internaute suggérant à Jean Asselborn de « faire une balade à bord d’une décapotable à Dallas », allusion à l'assassinat de John F. Kennedy.

## Idéologie
Les Conservateurs est un parti qui se veut, selon son créateur, conservateur et patriotique. Il affirme dans une interview au magazine Paperjam en 2017 qu'il considère son parti comme « un parti conservateur traditionnel, classique » et que les « positions extrémistes ne sont pas tolérées » au sein du mouvement.

## Présidents
| Identité                    | Période   | Période  | Durée           |
| Identité                    | Début     | Fin      | Durée           |
| --------------------------- | --------- | -------- | --------------- |
| Joe Thein (en) (né en 1991) | mars 2017 | En cours | 8 ans et 3 mois |

## Résultats électoraux

### Élections législatives
| Année | %    | Rang | Sièges |
| ----- | ---- | ---- | ------ |
| 2018  | 0,27 | 10e  | 0 / 60 |
| 2023  | 0,23 | 11e  | 0 / 60 |

### Élections européennes
| Année | %    | Rang | Sièges |
| ----- | ---- | ---- | ------ |
| 2019  | 0,53 | 10e  | 0 / 6  |